# Paraphlegopteryx angkangensis
Paraphlegopteryx angkangensis är en nattsländeart som beskrevs av John S. Weaver III 1999. Paraphlegopteryx angkangensis ingår i släktet Paraphlegopteryx och familjen kantrörsnattsländor. Inga underarter finns listade i Catalogue of Life.